# Illés Kaczér
Illés Kaczér (geboren 12. Oktober 1887 in Szatmárnémeti, Österreich-Ungarn; gestorben 20. März 1980 in Tel-Aviv) war ein ungarischer Journalist und Schriftsteller.

## Leben
Illés Kaczér, der vor der Magyarisierung seines Namens Katz hieß, begann als Journalist in der ungarischen Provinz, bevor er in die Hauptstadt Budapest zog und dort bei der Zeitung A Nap und auch als Dramatiker einigen Erfolg hatte. Nach der Niederschlagung der Ungarischen Räterepublik 1919 musste er nach Wien ausweichen und lebte danach in Berlin. 1933 musste er aus Deutschland in die Tschechoslowakei fliehen und von dort erneut 1938 nach Großbritannien. 1938 wurde sein Roman Pao in Deutschland verboten und auf die Liste der verbannten Bücher gesetzt. Kaczér zog schließlich 1959 nach Israel.
Als Journalist schrieb er von 1933 bis 1938 für Magyar Ujság, in London von 1941 bis 1945 für Central European Observer und in Israel für die ungarischsprachige Új Kelet. In den 1950er Jahren schrieb er eine vierbändige Familiensaga über Ostjuden, die über die Karpaten nach Mitteleuropa zogen.
Kaczér schrieb auch unter den Pseudonymen Georg Klee und Paul Balatow. Er beherrschte die jiddische, deutsche, rumänische, englische und hebräische Sprache, aber sein literarisches Schaffen erfolgte stets in Ungarisch.
Kaczér heiratete Ara Erenthal und hatte mit ihr drei Kinder.

## Schriften
- Az álomtelepes (Roman), Tel Aviv : Berenike Kiadó, 1967.
- Kossuth Lajos zsidaja, Tel-Aviv, 1957
- Három a csillag, 1956
- Jerichó ostroma, 1954
- Ne félj szolgám Jákob, 1953
- Mácor Jeriho (Roman), Tel-Aviv, 1972 (London 1949)
- Fear not, my servant Jacob (Ne félj, szolgám Jákob), London : Methuen, 1947
- Pao : Roman eines Negers, Übers. ins Deutsche von Grete Hübsch u. Dina Kaczér. Zürich : Europa-Verl. 1937 (Ikongo nem hal meg (1936))
- Ein Zicklein. 6 Märchen, Graficka Unie, Prag 1937
- Der Steinvogel. Kinderroman, Graficka Unie, Prag 1937
- A Vakember tükre (Novelle), Kolozsvár, 1923
- Sárkányölő további kalandjai (Roman), Nagyvárad, 1923
- Jancsi. Egy kisfiú tüsszentései, szuszogásai és röhögései, valamint a hihetetlennel határos egyéb csínytevései... (skizoj), Brassó, 1922
- Gólem ember akar lenni (Drama),  Kolozsvár, 1922. Oper Golem von Nicolae Bretan, 1924 mit Libretto von Bretan.
- Megjött a Messiás (Drama), Kolozsvár, 1921
- Az uj Magyarország evangéliuma : béke, jog, föld, Budapest : Kultura könyvkiadó és nyomdai R.-T., 1919
- Khafrit, az egyiptomi asszony, 1916